# 保安镇 (洛南县)
保安镇，是中华人民共和国陕西省商洛市洛南县下辖的一个乡镇级行政单位。

## 行政区划
保安镇下辖以下地区：
保安街村、北湾村、眉底村、涧底村、鱼龙村、黑潭村、小文峪村、文峪村、西坝村、杨庄村、东湾村、瓦子坪村、许庙村、庙底村、八道河村、蒿坪岭村、蒿坪村和乱石坪村。